# حادثة الخفوس
حادثة الخفوس هي معركة عسكرية قصيرة، وقعت بين دولة قطر والمملكة العربية السعودية، في 30 سبتمبر 1992، انتهت الحرب في 27 يونيو 1996 بشكل رسمي بعد انقلاب الشيخ حمد على والده الشيخ خليفة ونتيجه الحادثه مقتل جندي سعودي وجنديين قطريين، وسيطرت القوات السعودية على منطقة الخفوس.

## خلفية عامَّة
بالرغم من الاتفاق الحدودي الموقع بين دولة قطر والمملكة العربية السعودية عام 1965، ظلت الحدود غير مرسمة على الأرض بين الدولتين، وفي إتفاقية سابقة قامت السعودية بالتنازل عن أجزاء من واحة البريمي للإمارات العربية المتحدة مقابل الشريط الساحلي المعروف بخور العديد والذي أصبح بمثابة حاجز طبيعي بين قطر والإمارات، حيث أصبح على القطريين أن يمروا بهذه المنطقة السعودية للوصول إلى الإمارات بدلاً من أن تكون هناك حدود مشتركة ومباشرة بين قطر والإمارات، شعر القطريون أنهم محاصرون بالسعودية من كل الجهات وأبدوا تذمرهم وعدم رضاهم في مناسبات عديدة.
قامت دولة قطر في 30 سبتمبر 1992 بالإستيلاء على خور العديد وعندما علمت السلطات السعودية حدثت معركة عسكرية قصيرة لم تدم سوى أيام قليلة وانتهت بمقتل أحد ضباط الجيش السعودي وجنديين قطريين وسيطرة بموجبها القوات السعودية على منطقة الخفوس وكانت المعركة تحت إشراف الملك عبد الله شخصيا بسبب الظروف الصحية للملك فهد.

## المعركة
بالرغم من تضارب الأقوال والروايات، إلا أن أكثرها قربًا للواقع تلك التي تتحدث عن إقامة قطر خلال الفترة الأخيرة لمركز حدودي عبارة عن
69 خيمة في منطقة الخفوس التابعة للسعودية طبقاً لاتفاق سابق، ولذا فقد توجهت مجموعة من المقاتلين وهي قوات شعبية نظامية من أبناء القبائل، طلب زعيم المقاتلين الذي كان يستقل سيارة تابعة للحرس الوطني من آمر المركز القطري أن يسلّم سلاحه وأن يطوي المخيم المقام بصورة غير نظامية، وتطور النزاع إلى تلاسن ثم تشاحن ثم أطلق الآمر القطري الرصاص على المقاتلين فأردى أميرهم قتيلاً، فرد الطرف الآخر بإطلاق الرصاص ونتج عنه مقتل جنديين قطريين.

## بعد المعركة
زعمت الحكومة القطرية بأن قبيلة آل مرة ساندت القوات السعودية وقامت بمواجهة القوة القطرية، وقد قيل حينذاك بأن الحادث يتزامن مع طرح قضية التجمع القبلي في المنطقة المتنازع عليها بين السعودية وقطر، حيث يتوزع أفراد القبيلة في المناطق الواقعة تحت سيادة البلدين.
وقد حاولت السلطات السعودية احتواء الأزمة في وقت لاحق عن طريق استرضاء بعض رجال قبيلة آل مرة واستمالة بعضهم المتواجدين في قطر. بحسب الرواية القطرية فإن السعودية عمدت إلى استغلال بعض أفراد القبيلة في عملية محاولة الانقلاب عام 1996 ضد الحكومة القطرية الحالية بالتعاون مع الأمير خليفة بن حمد آل ثاني، والذي أدى إلى إسقاط جنسية وتهجير ما يقارب خمسة آلاف من رجال القبيلة إلى السعودية بحجة أن من يحمل الجنسية القطرية يجب أن يكون موالياً مائة بالمائة للعائلة الحاكمة في قطر. وتبقى مشكلة قبيلة آل مرة جزء من الخلاف القطري السعودي ضمن ملفات أخرى لم تحسم بعد.